# Будкі-Петриковські
Будкі-Петриковські (пол. Budki Petrykowskie) — село в Польщі, у гміні Пневи Груєцького повіту Мазовецького воєводства.
Населення — 97 осіб (2011).

## Демографія
Демографічна структура станом на 31 березня 2011 року:
|          | Загалом | Допрацездатний вік | Працездатний вік | Постпрацездатний вік |
| -------- | ------- | ------------------ | ---------------- | -------------------- |
| Чоловіки | 48      | 7                  | 32               | 9                    |
| Жінки    | 49      | 7                  | 29               | 13                   |
| Разом    | 97      | 14                 | 61               | 22                   |